# 島根県立美術館
島根県立美術館（しまねけんりつびじゅつかん）は、島根県松江市にある美術館。

## 概要
21世紀の文化拠点として1999年3月に開館した山陰最大規模の美術館である。「水と調和する美術館」を館テーマとしており、水が描かれた作品を多数収蔵、展示する。また、「日本の夕陽百選」に定められる宍道湖の夕日鑑賞には、絶好の東南岸に位置することから屋上展望テラスの設置や建物の西側が全面ガラス張りになっている等、夕日観賞に適した設計がなされている。
2021年5月から耐震化工事のため休館し、金属製のつり天井をグラスファイバー製の膜天井に更新し、空調や照明も新調され、2022年6月1日に再開館した。

## 施設
- 企画展示室
- 常設展示室1 - 絵画
- 常設展示室2 - 版画
- 常設展示室3 - 工芸
- 常設展示室4 - 写真
- 常設展示室5 - 彫刻・小企画
- ギャラリー
- アートスタジオ
- アートライブラリー
- 講義室
- ホール

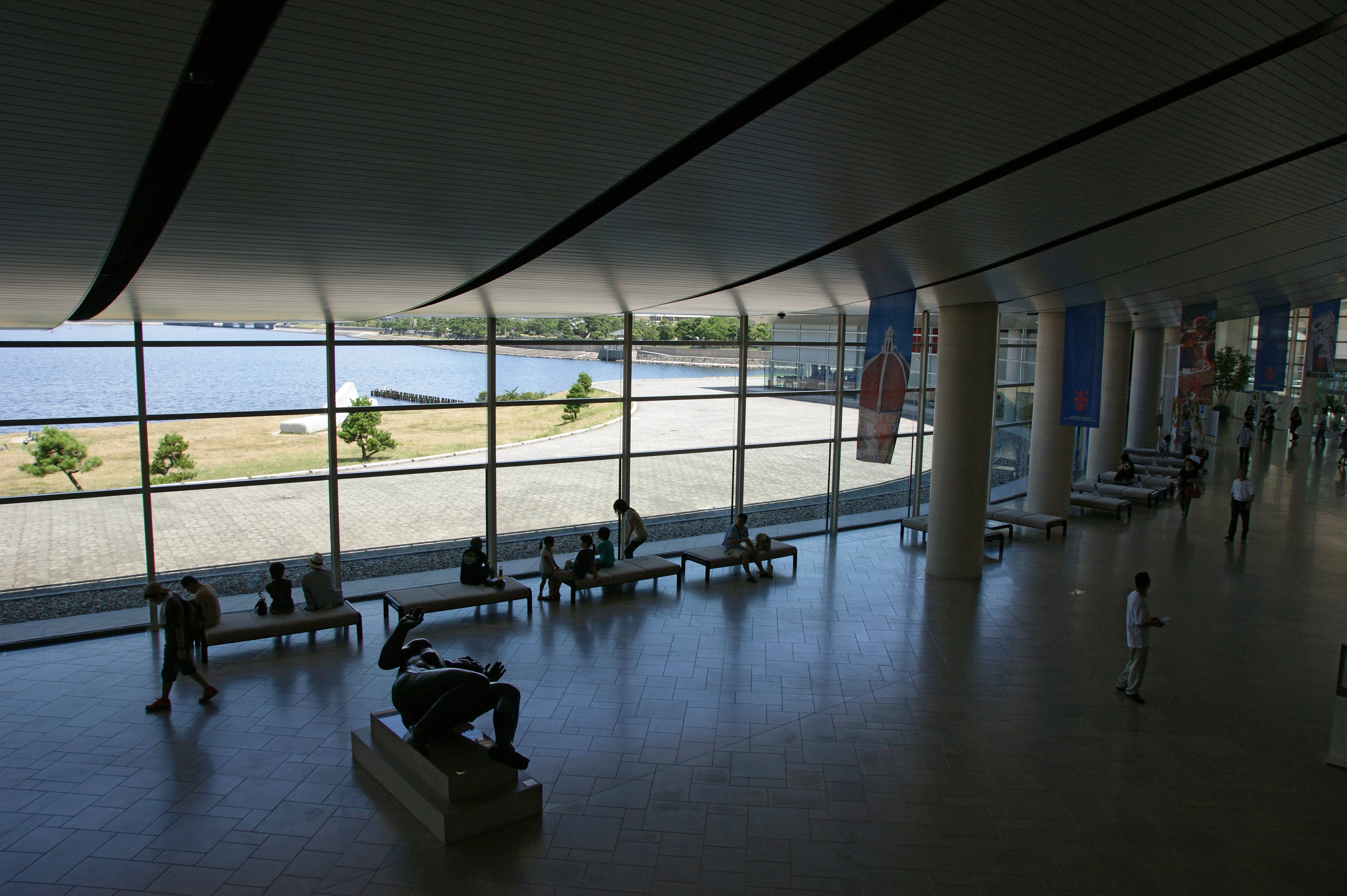
エントランスロビー
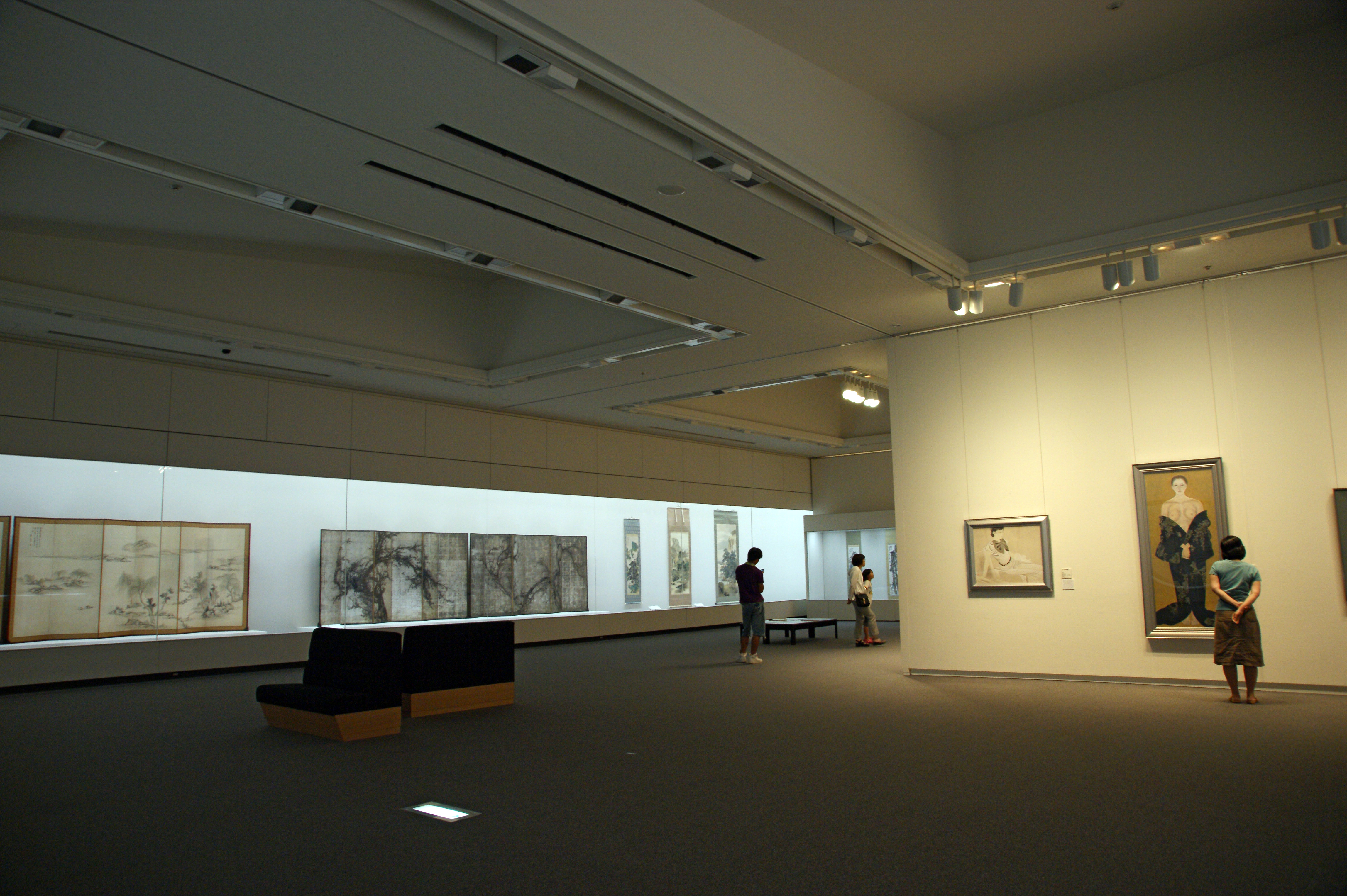
常設展示室1
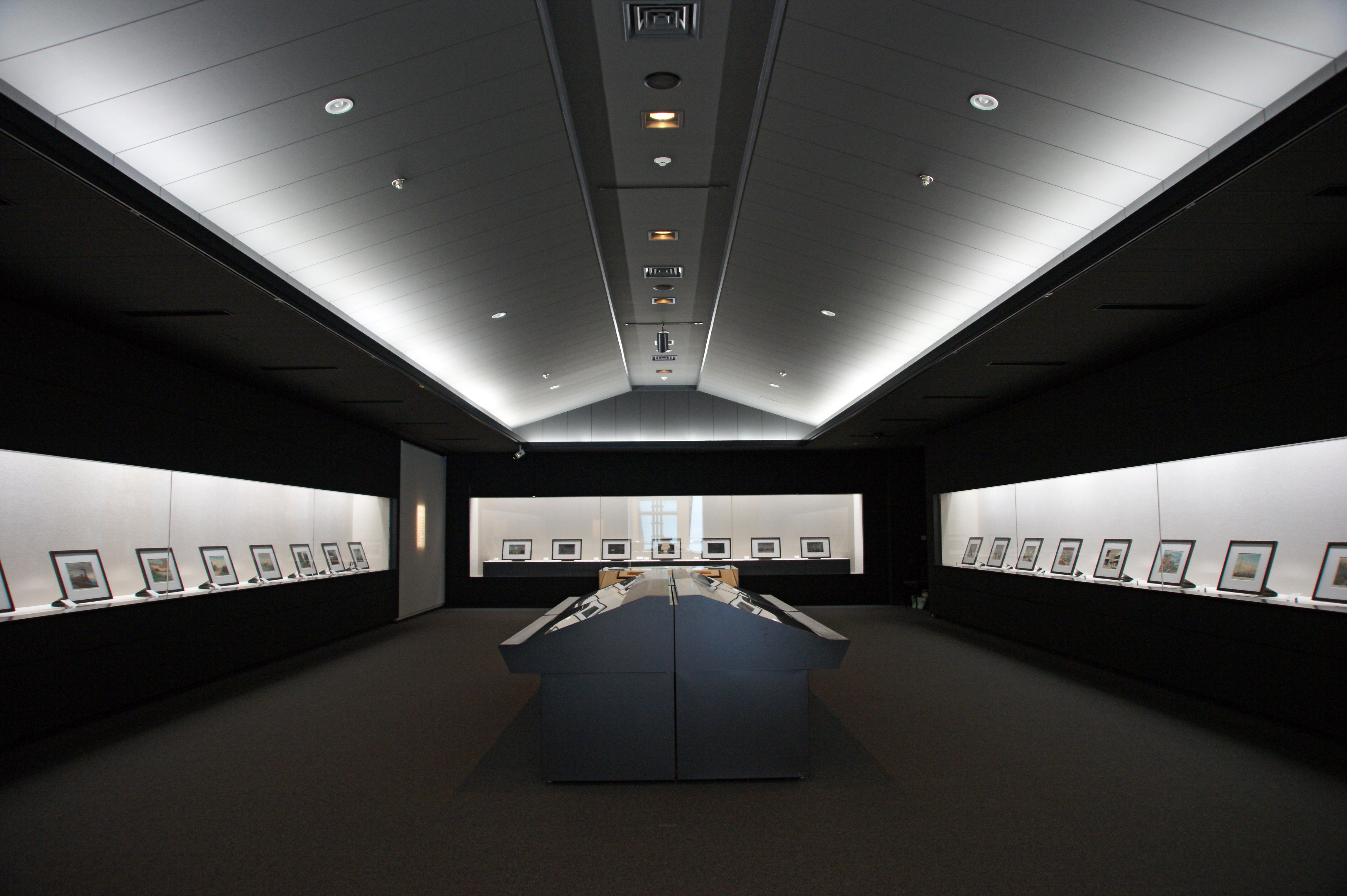
常設展示室2
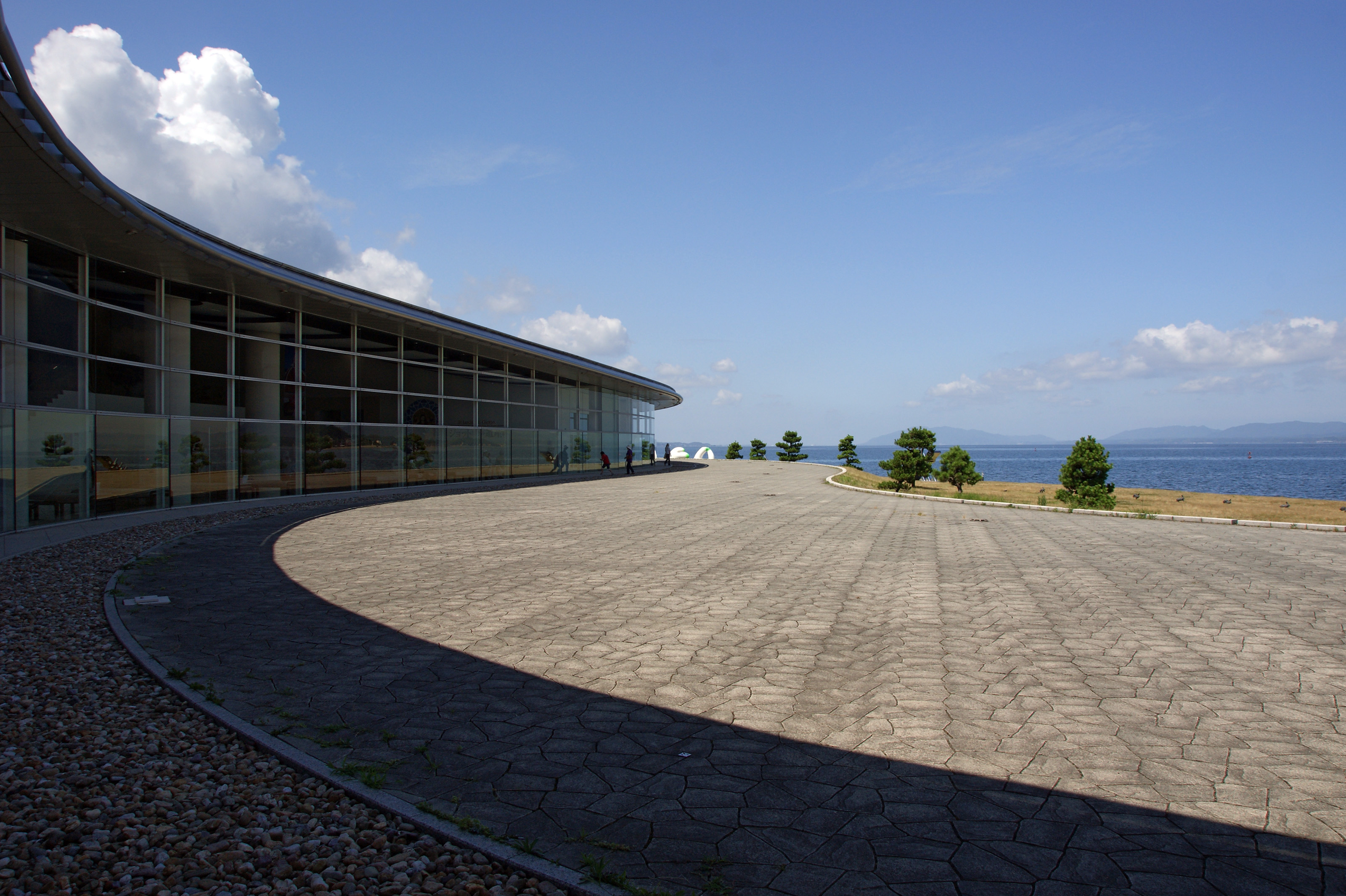
宍道湖側
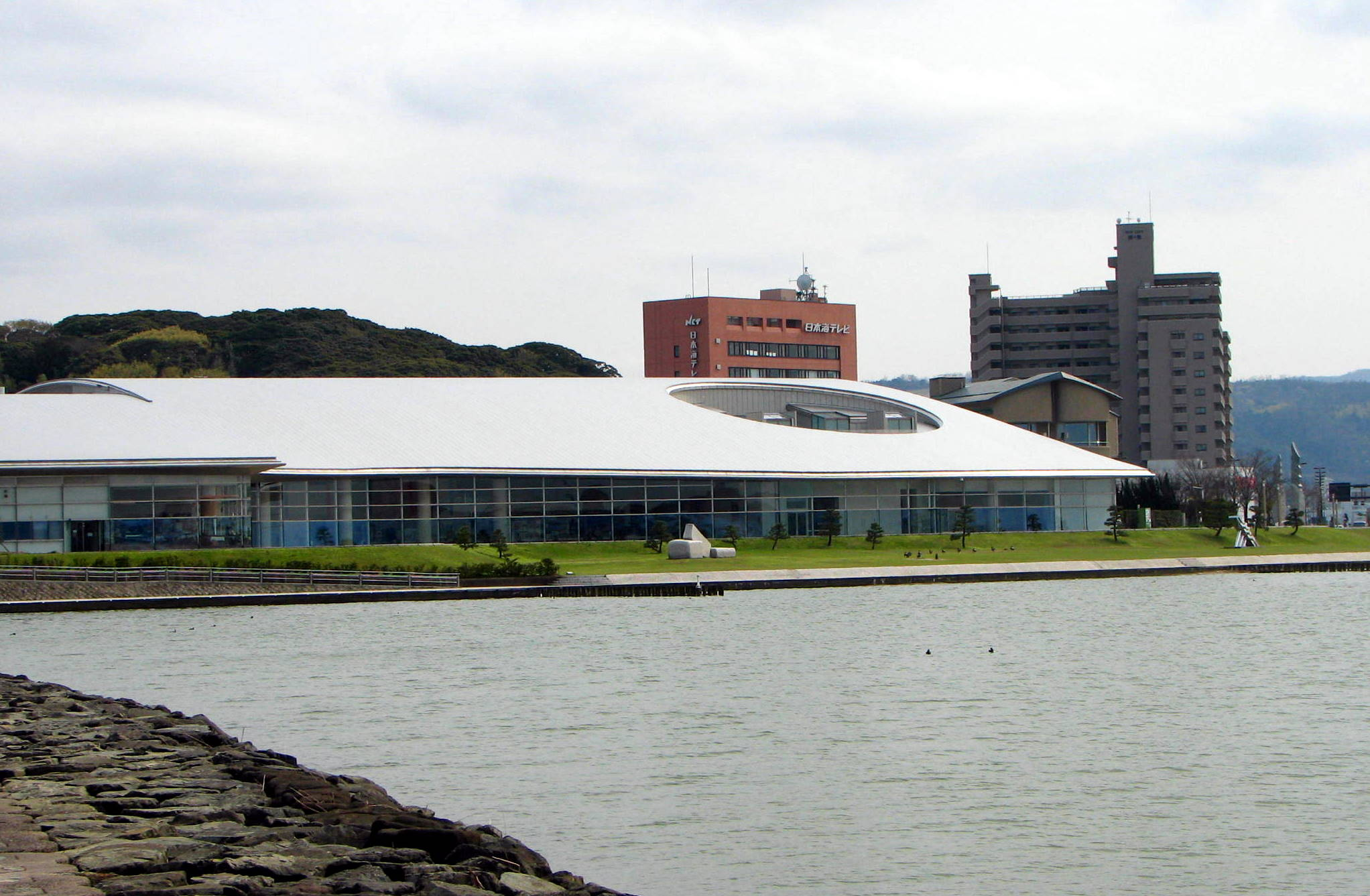

- 中2階ロビー
- 2階ロビー
- ミュージアムショップ
- レストラン
- ロッカールーム

- エントランスロビー
- 常設展示室1
- 常設展示室2
- 宍道湖側

## 建築概要
- 設計 - 菊竹清訓建築設計事務所
- 着工 - 1996年10月
- 竣工 - 1998年6月
- 開館 - 1999年3月6日
- 構造 - 鉄骨鉄筋コンクリート造、一部鉄骨造
- 屋根施工－元旦ビューティ工業（日本製鉄製TranTixxiiチタン)
- 規模 - 地上2階、最高高さ15.5m
- 敷地面積 - 14,746 平方メートル
- 建築面積 - 9.311.92 平方メートル
- 延床面積 - 12,498.88 平方メートル
- 所在地 - 〒690-0049 島根県松江市袖師町1-5

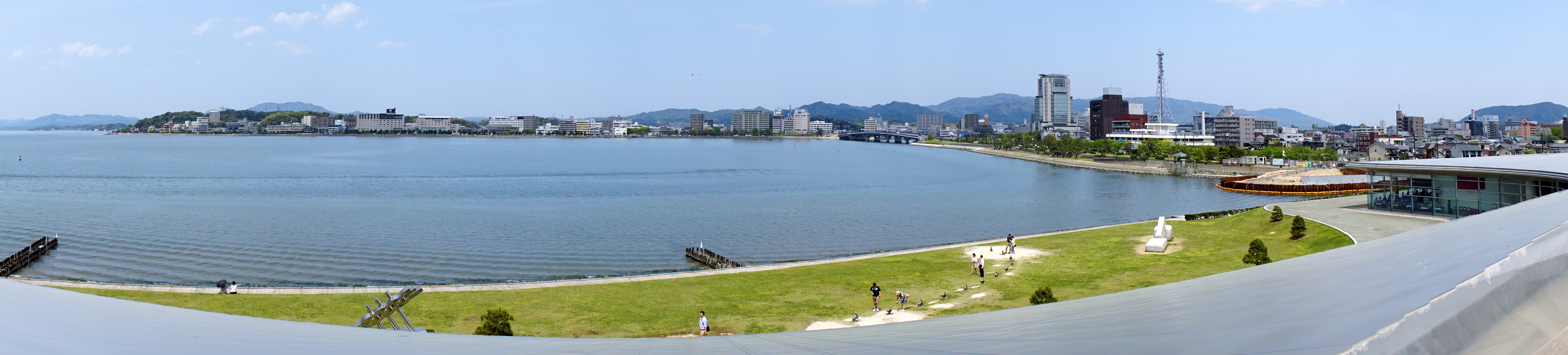
展望テラスからの宍道湖の眺め

- 受賞 - 公共建築賞

## 歴代館長
- 長谷川三郎（2011年4月 - 2022年6月）[4]
- 藤間寛（2022年7月 - ）[4]

## 主な所蔵品
- 「柳橋水車図屏風」 - 桃山時代後期　紙本金地著色　六曲一双　各148.2×343.6cm
- 「洛中洛外図屏風（誓願寺本）」 - 1615～1624年頃　紙本金地著色　六曲一双　各153.5×357.5cm
- 曽我二直菴　「梅鷹図屏風」 - 江戸時代初期　紙本著色金泥引　六曲一双　各155.8×362.2cm
- 狩野探幽　「波濤図屏風」 - 1642-44年　紙本著色　六曲一双　各151.0×339.6cm
- 「遊女歌仙図」 - 1652～1667年頃　絹本著色　軸装　81.0×34.9cm
- 「武蔵野図屏風」 - 江戸時代中期　紙本金地著色　六曲一双　各155.5×358.0cm
- 「花見図屏風」 - 1701年頃　紙本著色　八曲一隻　119.9×356.6cm
- 懐月堂安度 「武田信玄像」 - 1704～1714（宝永元～正徳4）年頃　絹本著色　軸装　38.1×58.9cm
- 池大雅　「蘭亭曲水図屏風」 - 1763（宝暦13）年　紙本著色　六曲一隻　143.5×356.8cm
- 堀江友声　「龍虎図屏風」 - 江戸時代後期　紙本著色　四曲一双　各170.8×377.6cm
- 山本梅逸　「墨梅図屏風」 - 1819年　紙本銀地墨画　六曲一双　各163.3×344.0cm
- 風外本高　「蘭亭曲水図襖」 - 1832年　紙本著色　襖六面　四面：168.5×90.4cm　二面：168.5×87.7cm
- 狩野芳崖　「山水図」 - 1877～1886年頃　紙本墨画淡彩　軸装　65.4×88.6cm
- 橋本雅邦　「蓮池図」 - 1899年　紙本墨画淡彩　軸装　193.0×114.0cm
- 菱田春草　「秋景（渓山紅葉）」 - 1899年　絹本著色　軸装　163.9×97.4cm
- 寺崎広業　「月光燈影」 - 1901年　絹本著色　軸装　174.0×85.6cm
- 下村観山　「面壁達磨図」 - 大正時代前期　絹本著色　154.0×68.0cm
- 小村大雲　「神風」 - 1917年頃　絹本著色　六曲一双　各168.0×372.4cm
- 橋本関雪　「竹林煙雨図」 - 1919年　絹本墨画淡彩　六曲一双　各167.7×373.2cm
- 榊原紫峰　「雪柳白鷺図」 - 1923年　絹本著色　軸装　66.8×85.7cm
- 竹田霞村　「雁来紅」 - 大正末期　紙本金地著色　六曲一双　各176.8×376.2cm
- 中村岳陵　「渦旋」 - 1928年　紙本墨画　軸装　66.7×87.5cm
- 落合朗風　「人魚図」 - 1934年　紙本著色　六曲一双　各172.5×345.8cm
- 川合玉堂　「鵜飼」 - 1950年　絹本著色　軸装　54.6×72.6cm
- 橋本明治　「鶴と遊ぶ」 - 1969年　紙本著色　230.5×156.1cm
- 石本正　「裸婦立像」 - 1980年　紙本著色　173.5×72.0cm
- 青木繁　「犬」 - 1910年 油彩，カンヴァス　33.0×47.5
- 石橋和訓　「美人読詩」 - 1906年 油彩，カンヴァス　99.5×88.3cm
- 牛島憲之　「灯台（日御碕）」 - 1964年 油彩，カンヴァス　116.5×91.0cm
- 海老原喜之助　「港」 - 1927年 油彩，カンヴァス　65.1×80.3cm
- 大下藤次郎　「尾瀬沼・燧ヶ岳」 - 1909年 水彩，紙　33.5×50.5cm
- 岡鹿之助　「古港」 - 1928年 油彩・カンヴァス　80.4×100cm
- 岸田劉生　「自画像」 - 1914年 油彩，カンヴァス　53.0×45.5cm
- 木村義男　「示形裸婦」 - 1931年 油彩，カンヴァス　130.0×162.2cm
- 草光信成　「四人の子等」 - 1927年 油彩，カンヴァス　166.6×108.9cm
- 小泉清　「立裸婦」 - 1955-60年 油彩，カンヴァス　90.8×43.5cm
- 小出楢重　「卓上の薔薇」 - 1927年 油彩，カンヴァス　105.0×51.5
- 斎藤与里　「朝」 - 1954年 油彩，カンヴァス　100.0×72.7cm
- 坂本繁二郎　「牛」 - 1915年 油彩，カンヴァス　69.0×115.5
- 高橋由一　「下総国野手村内裏塚真景図 」 - 1883年 油彩，カンヴァス　58.5×87.6cm
- 中尾彰　「残塁（旧満州）」 - 1931年 油彩，カンヴァス　50.0×60.5cm
- 藤田嗣治　「サーカスの人気者」 - 1939年 油彩，カンヴァス　100×80.6
- 松本竣介　「鉄橋付近」 - 1943年　油彩・カンヴァス　46.0×61.0cm
- 森芳雄　「母・子」 - 1957年 油彩，カンヴァス　100.0×80.3cm
- 山口長男　「劃－赤」 - 1968年 油彩、カンヴァス　182.4×182.3cm
- 脇田和　「化石と女」 - 1955年 油彩，カンヴァス　69.0×87.5cm
- ギュスターヴ・クールベ　「波」 - 1869年 油彩，カンヴァス　66.0×91.2cm
- ポール・ゴーギャン　「水飼い場」 - 1886年 油彩，カンヴァス　57.5×70.0cm
- フェルナン・コルモン　「海を見る少女」 - 1882年　油彩・カンヴァス　123.0×155.0cm
- カミーユ・コロー　「舟渡し，ドゥエ近郊」 - 1870-72年 油彩，カンヴァス　50.5×80.0cm
- アルフレッド・シスレー　「舟遊び」 - 1877年 油彩，カンヴァス　45.6×56.0cm
- ポール・シニャック　「ロッテルダム，蒸気」 - 1906年 油彩，カンヴァス　73.0×92.0cm
- ピエール・ピュヴィス・ド・シャヴァンヌ　「聖ジュヌヴィエーヴの幼少期」 - 1875年 油彩，カンヴァス　52.0×102.3cm
- ラウル・デュフィ　「ニースの窓辺」 - 1928年 油彩，カンヴァス　65.0×81.0cm
- アンドレ・ドラン　「マルティーグ」 - 1907-08年 油彩，カンヴァス　73.1×92.1cm
- ギュスターヴ・ドレ　「スコットランド風景」 - 1881年　油彩・カンヴァス　103.5×183.2cm
- モーリス・ド・ヴラマンク　「川の上のヨット，シャトゥー」 - 1909年頃 油彩，カンヴァス　60.0×81.0cm
- アルベール・マルケ　「赤いヨット，オーディエルヌ」 - 1928年 油彩，カンヴァス　62.0×84.0cm
- オリヴィエ・メルソン　「エジプトへの逃避途上の休息」 - 1880年　油彩・カンヴァス　75.5×133.2cm
- クロード・モネ　「アバルの門」 - 1886年 油彩，カンヴァス　65.0×81.2cm

## 利用情報
- 開館時間 - 10:00～18:30（展示室への入場は18:00まで。3月～9月は、日没30分後まで開館時間を延長）
- 休館日 - 火曜、年末年始

## 交通アクセス
- 山陰本線 松江駅 徒歩15分またはレイクラインで島根県立美術館バス停下車すぐ